# جبل علي
25°00′41″N 55°03′40″E / 25.011261111111°N 55.061161111111°E
جبل علي منطقة تبعد 30 كم عن وسط مدينة دبي باتجاه الغرب نحو العاصمة مدينة أبو ظبي. وقد خصصت هذه المنطقة لبناء أحد أكبر الموانئ العالمية ميناء جبل علي وفيها أحد أكبر مصانع الألومنيوم في الشرق الأوسط يعرف باسم دوبال وفيها منطقة صناعية حرة ومحطة للحقن والاستقبال الفضائي تابعة لشركة اتصالات الإماراتية. وفيها فندق بدرجة الخمس نجوم يحمل اسم فندق جبل علي.
وقد توسعت هذه المنطقة للتواصل مع مدينة دبي وبدأت تشمل مناطق سكنية هامة مثل المرابع الخضراء ومركز تجاري ضخم أطلق عليه اسم ابن بطوطة وتقرر إنشاء مطار كبير فيها أطلق عليه مطار آل مكتوم الدولي.

## التاريخ
يزعم العديد من المؤرخين العرب أنها سميت باسم علي، الذي كان ابن عم وصهر محمد أثناء توسيع الخلافة الإسلامية، الذي كان يقف على تلة وينظر نحو البحر، على الرغم من عدم العثور على دليل مسجل على ذلك.
في عام 1968، بدأت شركة أوفرسيز إيه إس تي في بناء أول محطة اتصالات في دبي في منطقة جبل علي، بسبب الأرض المرتفعة. وبدأت في عام 1970، مما أعطى لأول مرة روابط اتصالات مع بقية العالم. في السبعينيات خطط راشد بن سعيد آل مكتوم لتطوير جبل علي إلى منطقة صناعية بمطارها ومينائها وبلدتها الخاصة.

## ميناء جبل علي

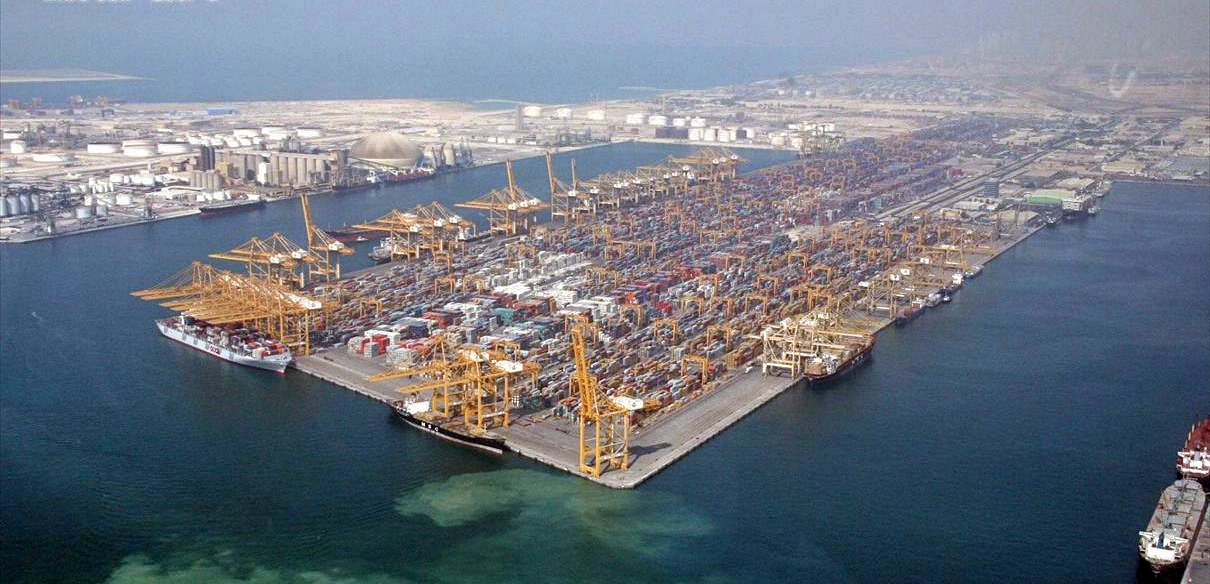
ميناء جبل علي

يعد ميناء جبل علي من أهم موانئ المنطقة وأكثرها تطوراً، حيث يمثل أكبر ميناء من صنع الإنسان في العالم كما حصل على جائزة أفضل ميناء بحري في الشرق الأوسط 24 عاماً متتالياً وتبلغ سعته ما يزيد عن 22.4 مليون حاوية.

## المنطقة الحرة في جبل علي
في عام 1985 أسست المنطقة الحرة بجبل علي، وهي منطقة صناعية تحيط بالميناء. وتتمتع الشركات الدولية التي تنتقل إلى هناك بالامتيازات الخاصة للمنطقة الحرة. وتشمل هذه الامتيازات الإعفاء من ضريبة الشركات لمدة 50 عامًا، وعدم وجود ضريبة دخل شخصية، وعدم وجود رسوم استيراد أو إعادة تصدير، وعدم وجود قيود على العملة، وسهولة توريد العمالة وتوظيفها من الشركات المرخصة.

## منطقة جبل علي الصناعية
منطقة جبل علي الصناعية هي واحدة من أقدم المناطق الصناعية في دبي. تقع شرق ميناء جبل علي، وجنوب قرية جبل علي، وغرب مجمع دبي للاستثمار، وشمال امتداد المنطقة الحرة لجبل علي.

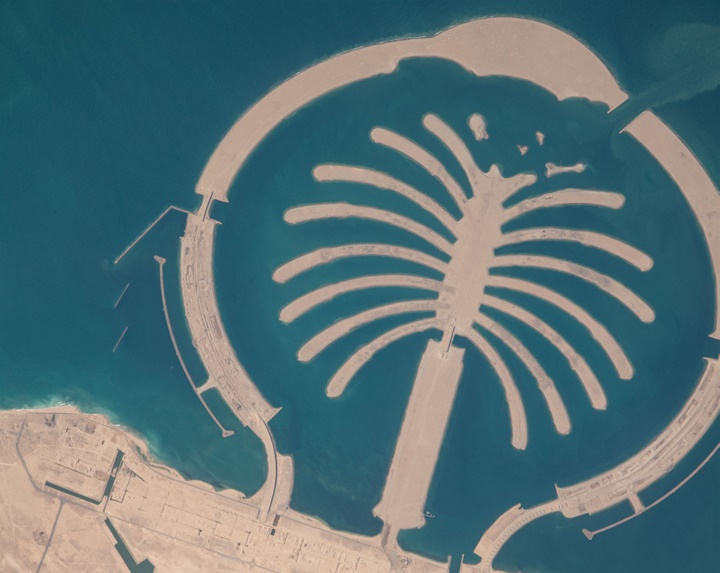
نخلة جبل علي

## نخلة جبل علي
تحتضن المنطقة نخلة جبل علي التي تعد واحدة من بين 3 جزر صناعية بُنيت على شكل النخلة ، حيث تمتد نخلة جبل علي على مساحة 13.4 كيلو متر مربع،وهي قيد التطوير من قِبل شركة نخيل ومن المقرر أن تضم مرافق صديقة للمشاة وتقنيات المدن الذكية والعديد من خيارات التنقل،وهي لا تزال قيد الإنشاء 

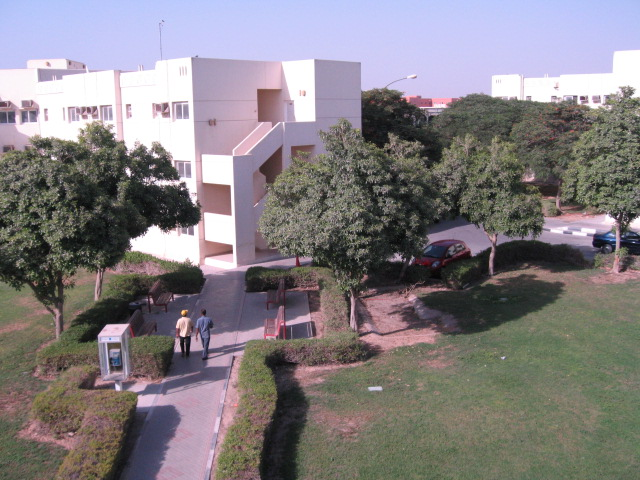
مجمع سكني في جبل علي

## الأماكن الترفيهية ومراكز التسوق
تضم منطقة جبل علي العديد من الأماكن الترفيهية ومراكز التسوق ومن أبرزها:
- نادي جبل علي الترفيهي:يستضيف عدة أنشطة مثل الاحتفالات والعروض الحية والفعاليات العائلية، التي تتيح لسكان المنطقة التعرف على بعضهم البعض ومشاركة اهتماماتهم المختلفة.

- منتجع جبل علي للجولف:وبحتضن المنتجع الملعب الذي استضاف العديد من البطولات والفعاليات الدوليةكما يشتمل على عدة مطاعم ومرافق أخرى[10]

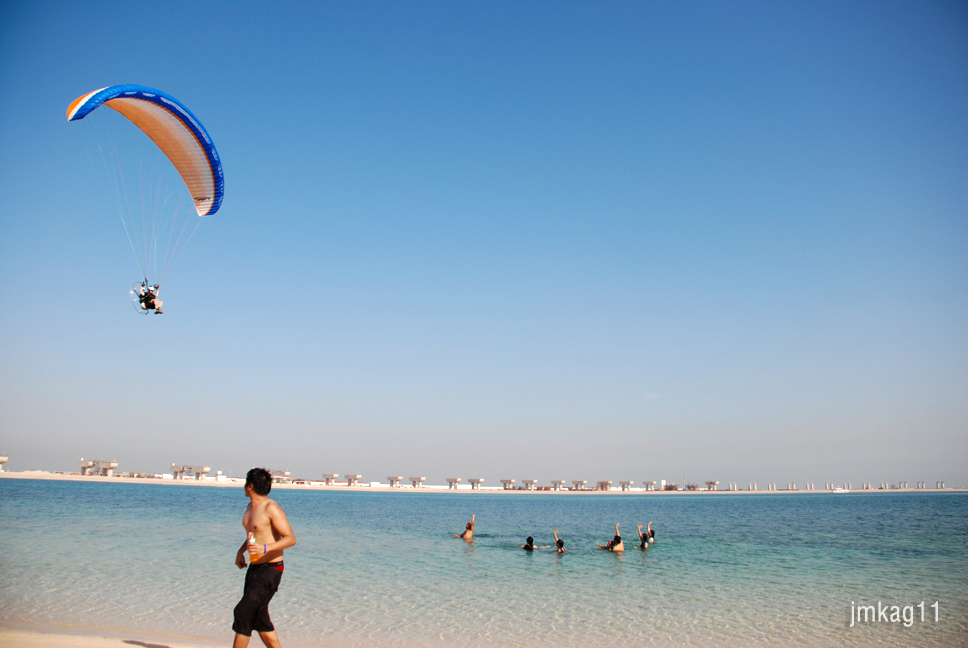
شاطئ جبل علي

- شاطئ جبل علينادي الرماية جبل علي :وهو من أفضل أندية الرماية في دولة الإمارات ، يتخذ شكلاً يشبه القلعة و يضم النادي خمسة ميادين للرماية والتصويب، بالإضافة إلى العديد من المرافق التي تتناسب مع الهواة والمحترفين ، ضمن أفضل معايير السلامة العامة.[11]

- شاطئ جبل علي :يشتهر بأنه مناسب لركوب الأمواج بالأجنحة الشراعية، و للتجمعات العائلية الهادئة و لتجربة التزلج على المياه، ما يجعله من أفضل شواطئ دبي.
- فيستيفال بلازا جبل علي في دبي الذي يشتمل على الكثير من المرافق الترفيهية والخدمية.[12]
- مول ابن بطوطة
- ذا أوتلت فيليدج مول

## محطة جبل علي (مترو دبي)
محطة مترو جبل علي هي إحدى أهم محطات المترو على الخط الأحمر لشبكة مترو دبي.وتتيح الوصول السريع إلى المركز الصناعي واللوجستي للمنطقة الحرة بجبل علي ومنطقة الصناعات الممتدة من جبل علي.، وتقع بالقرب من شاطئ جبل علي ومناطق ترفيهية أخرى

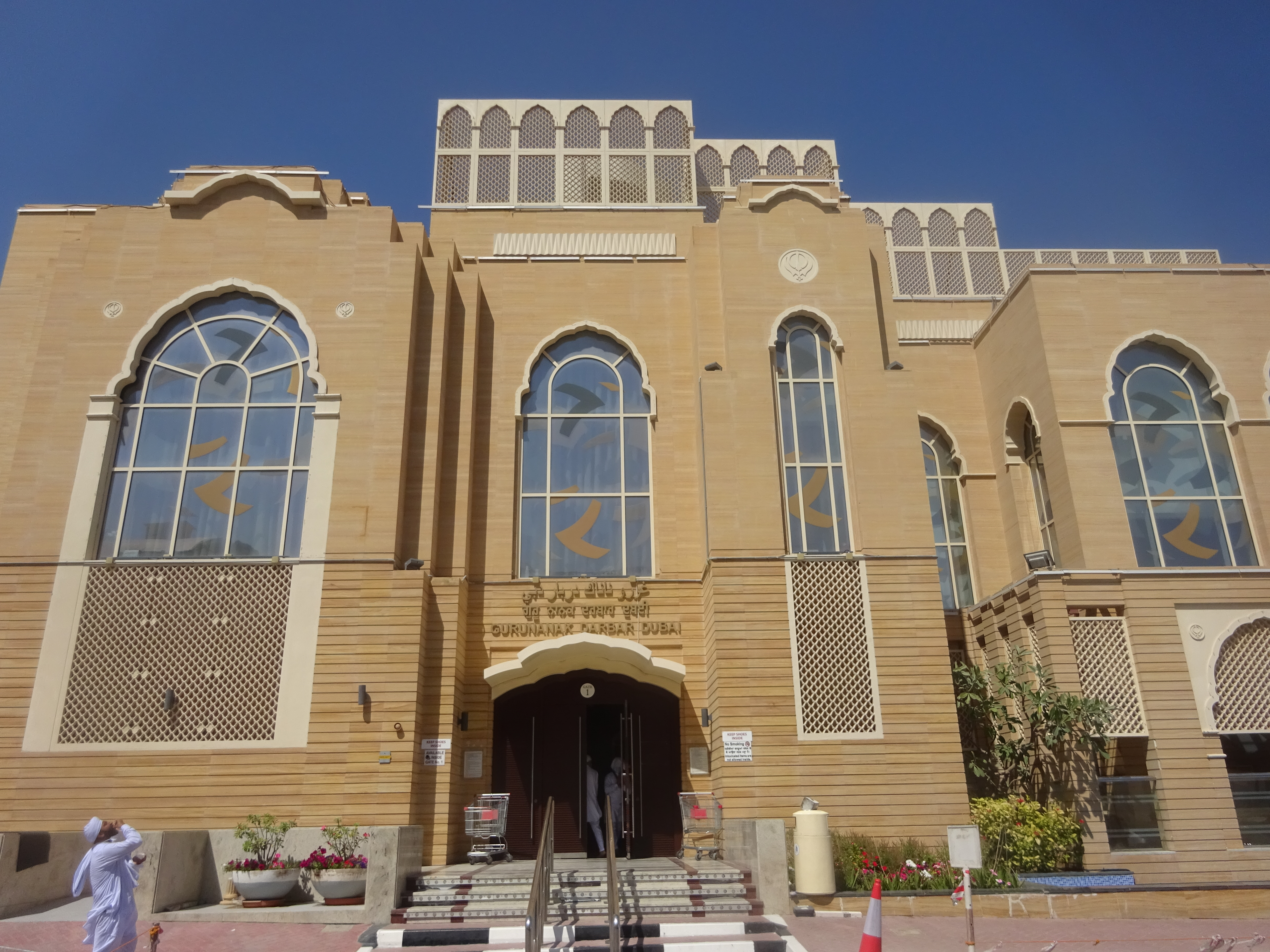
معبد غورو ناناك دربار في جبل علي -دبي

## معبد غورو ناناك دربار

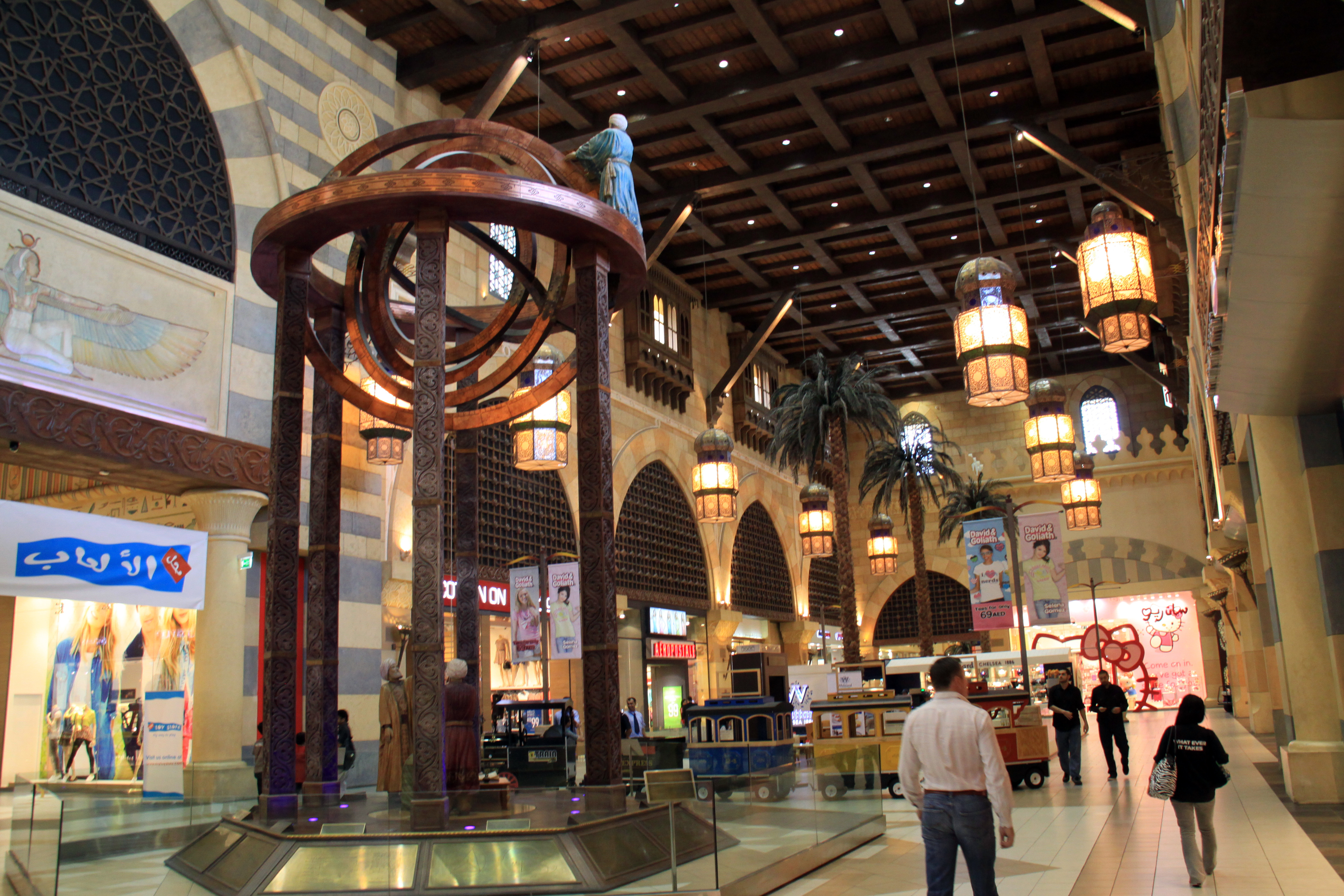
مول ابن بطوطة في جبل علي

تحتضن المنطقة معبد غورو ناناك دربار وهو معبد لأتباع الديانة السيخية في دبي ويتميّز بتصميم مستوحى من المعبد الذهبي الشهير في الهند، ويفتح أبوابه لكلّ من يرغب في مشاهدة الهندسة المعمارية للبناء.

## محمية جبل علي للحياة الفطرية
تأسست عام 1998، تبلغ مساحتها ما يقارب 21.85 كيلو متراً مربعاً وتحظى بتنوع بيئي يدعم حياة ما يقارب 300 نوع من الحيوانات؛ من بينها: الغزال العربي والثعالب والسحالي والطيور المائية،و تضم ما يقارب 127 نوعاً من الطيور،كما تشتمل أيضاً على 32 نوعاً من الشعاب المرجانية، بالإضافة إلى وجود 157 نوعًا من الأسماك ضمن المحمية؛ بما في ذلك أسماك القرش وأبقار البحر.
وقد أعلنت الأمانة العامة لمعاهدة الأراضي الرطبة "رامسار " "محمية جبل علي" موقعا معتمدا في قائمتها للأراضي الرطبة ذات الأهمية الدولية في عام 2018

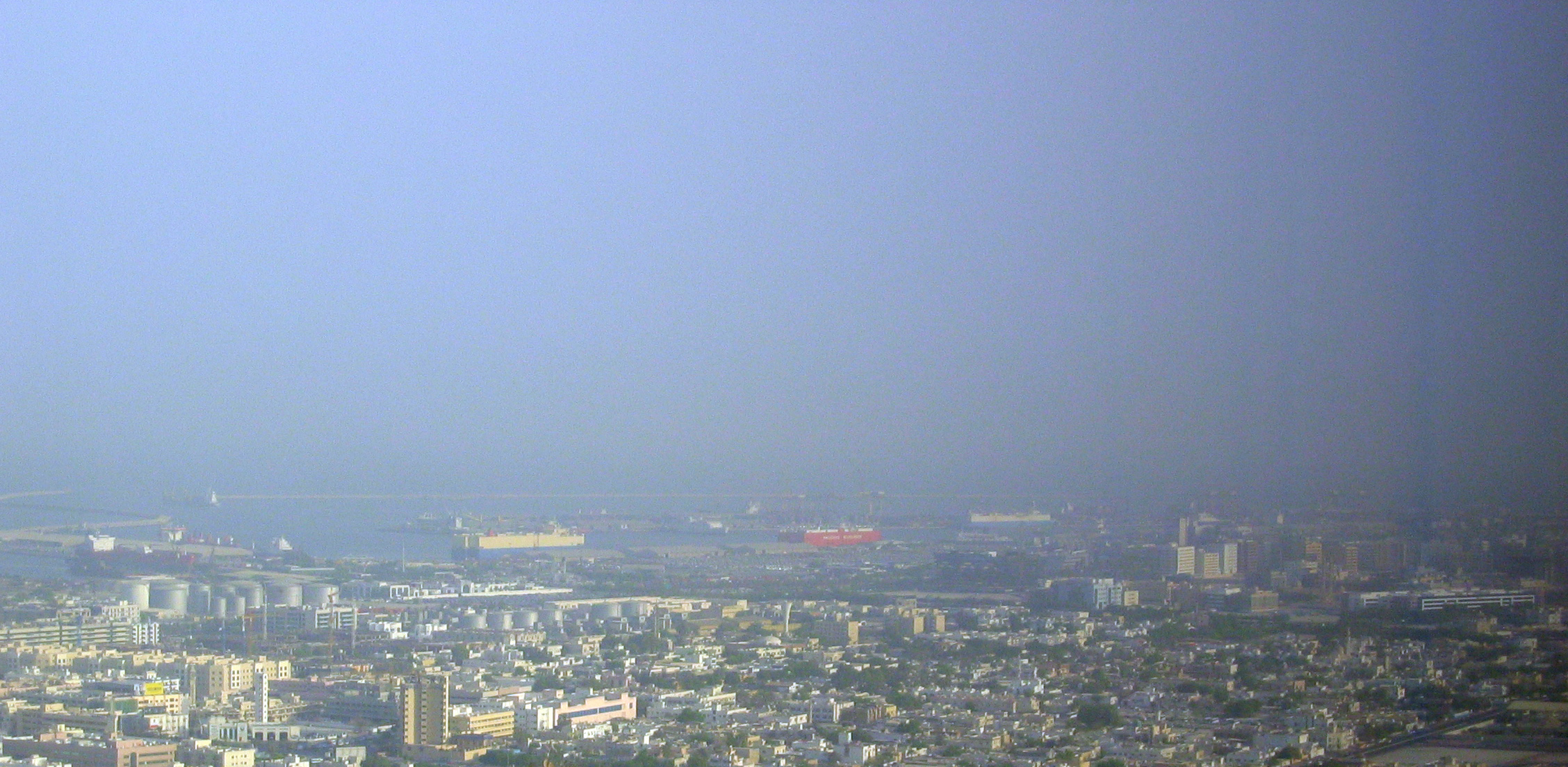
جبل علي

## مضمار جبل علي
يتّخذ المضمار شكل حدوة الحصان ليمثل سباقات الخيل التي تقام فيه، ويتم الدوران فيه ناحية اليمين، كما ينتهي المضمار بمرتفع يبلغ 28 مترًا فوق سطح الأرض.ويقيم المضمار سنويًا 11 سباقًا و4 بطولاتٍ رئيسيةٍ 

## مواقع خارجية